# لو بروارسکی
لو بروارسکی (اوکراینی: Лев Рудольфович Броварський؛ ۳۰ نوامبر ۱۹۴۸ – ۴ ژوئن ۲۰۰۹) بازیکن فوتبال اهل اتحاد جماهیر شوروی سوسیالیستی بود.
از باشگاه‌هایی که در آن بازی کرده‌است می‌توان به باشگاه فوتبال دنیپرو و باشگاه فوتبال کارپاتی لویو اشاره کرد.
وی همچنین در تیم ملی فوتبال شوروی بازی کرده‌است.